# Naoya Kikuchi
Naoya Kikuchi (jap. 菊地直哉 Kikuchi Naoya; ur. 24 listopada 1984 w Shizuoka) - japoński piłkarz.

## Kariera klubowa
Od 2003 do 2013 roku występował w klubach Júbilo Iwata, Albirex Niigata, Carl Zeiss Jena, Oita Trinita. Od 2013 roku gra w zespole Sagan Tosu.

## Kariera reprezentacyjna
Karierę reprezentacyjną rozpoczął w 2010 roku. W sumie w reprezentacji wystąpił w 1 spotkaniach. Został powołany na Igrzyskach Olimpijskich 2004.